# Fontana della Bimba olandese con scarpe in legno
La fontana della Bimba olandese con zoccoli è una fontana dello scultore Erich Hoffmann, creata nel 1955 situata a Schwabing, il quartiere olandese di Monaco di Baviera. Si tratta di una statua di bronzo raffigurante una bimba nuda con una cuffia tradizionale dei Paesi Bassi in testa, in posizione camminante. Porta uno zoccolo di legno al piede destro, mentre tiene lo zoccolo sinistro in mano, dal quale esce acqua, che si riversa in una vasca di forma tonda.

## Collegamenti esterni

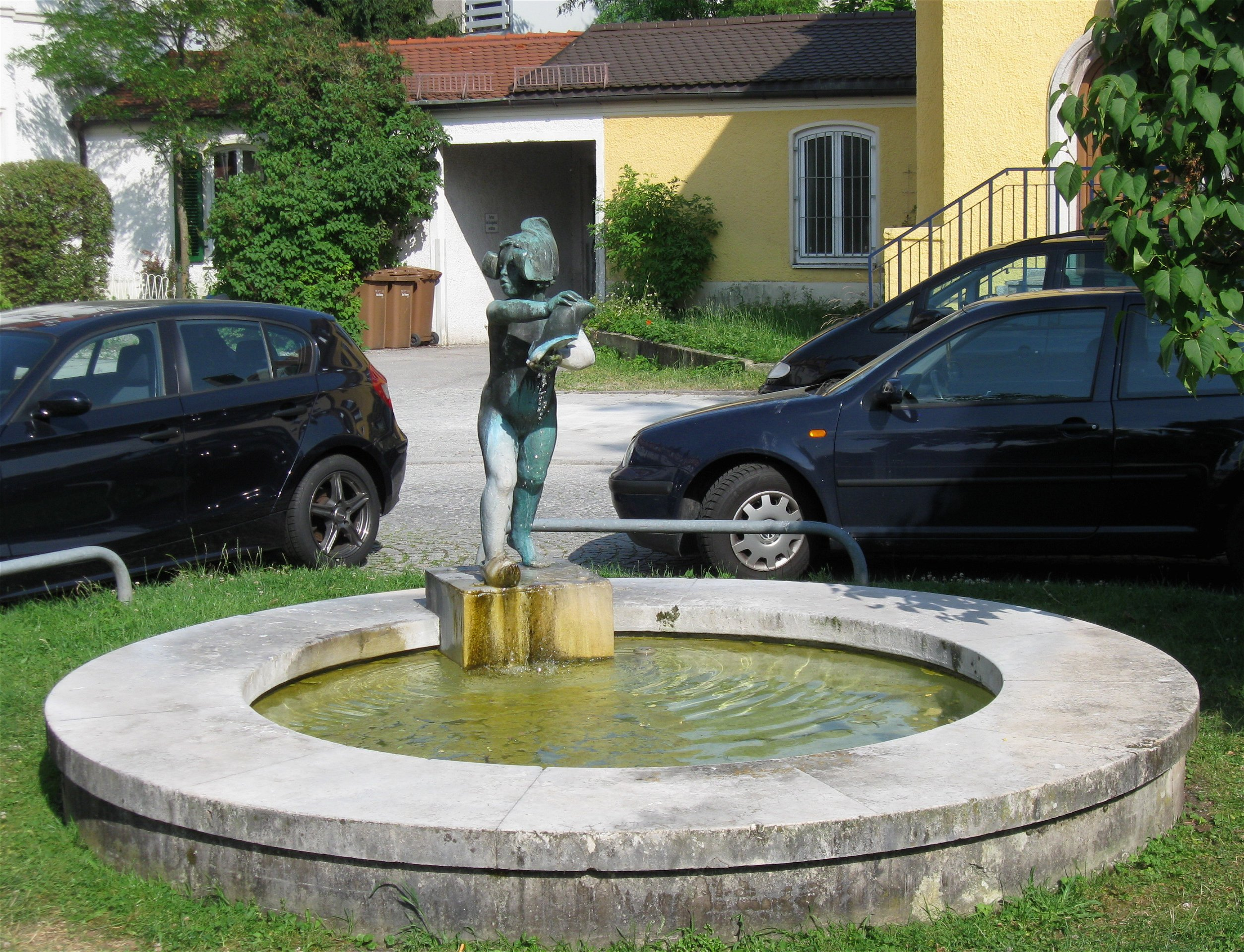
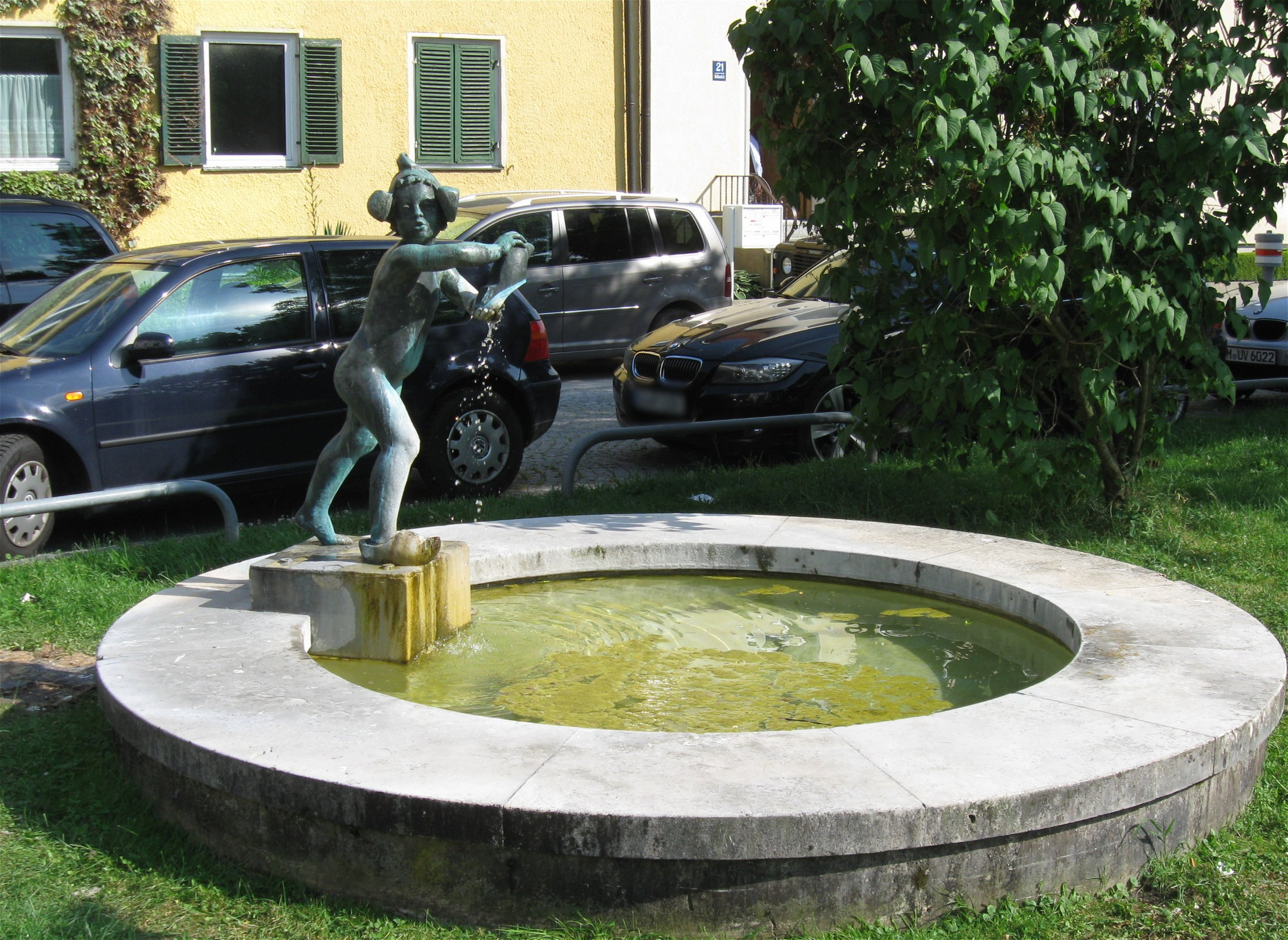
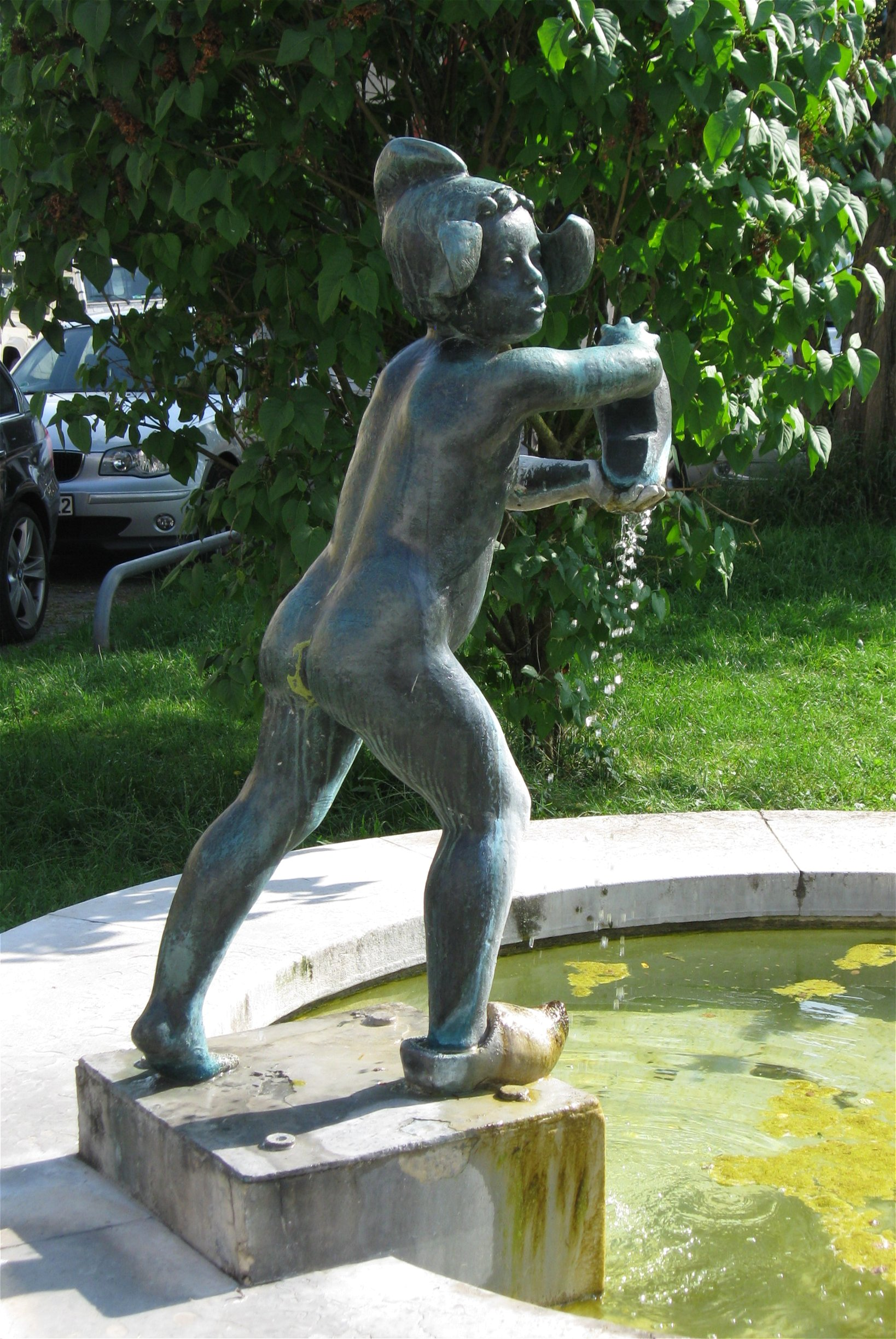
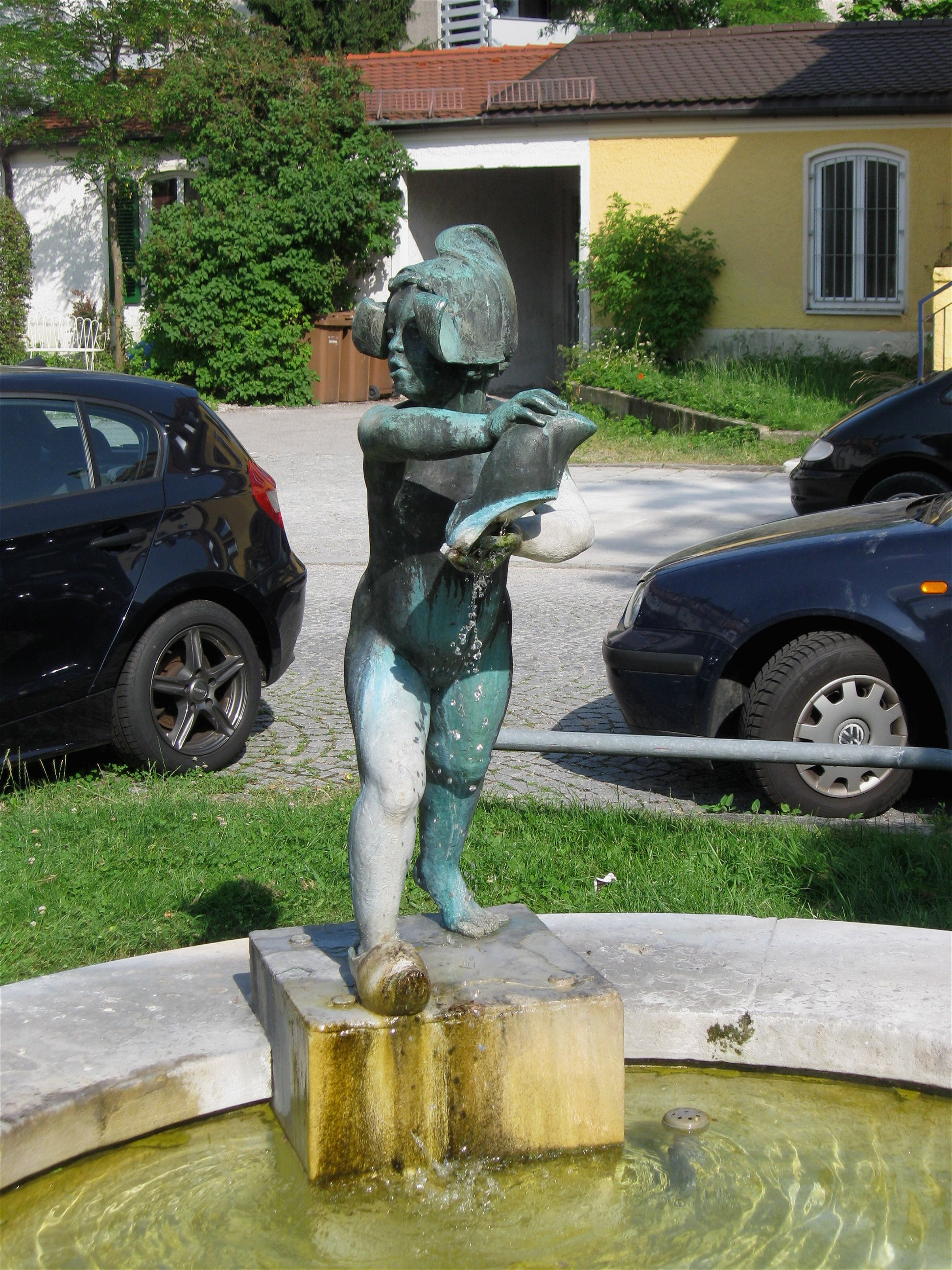